# Гармаш Євтихій Іванович
Євтихій (Явтух) Іванович Гармаш (25 серпня 1884 (ст. ст.), с. Брагинці — 14 квітня 1938, в'язниця НКВС СРСР) — український політичний та громадський діяч, член Української Центральної Ради. Жертва Сталінського терору. 

## Життєпис
Народився 25 серпня 1884 року (за старим стилем) в селі Брагинці (зараз — Прилуцький район Чернігівської області) в селянській родині. Здобув середню освіту.
У 1917—1918 роках був членом партії есерів. У червні 1917 року на Першому Всеукраїнському селянському з'їзді як член ЦК Української селянської спілки був обраний від Полтавської губернії до Всеукраїнської ради селянських депутатів та став членом 3-го складу Української Центральної Ради.
У 1918—1920 роках Євтихій Гармаш, імовірно, був членом Української комуністичної партії (боротьбистів).
У 1920-х роках Євтихій Гармаш очолював Лохвицьку кооперативну профшколу, реорганізовану в 1930 році в Лохвицький технікум радянського будівництва. Коли ж у липні 1931 року технікум радбудівництва був реорганізований у Лохвицький педагогічний технікум, Євтихій Іванович став його першим директором. Але ненадовго, до жовтня того ж року. Після цього він ще завідував Лохвицьким районним відділом охорони здоров'я, учителював у Ручківській школі (с. Ручки).
Але вже на початку 1930-х років починаються цькування — колишні «соратники» Євтихія Гармаша по Лохвицькому повітовому (згодом — районному) комітету КП(б)У «пригадують йому все»: як він у 1918 році в залі лохвицького нарбуду «виступав проти більшовиків, з піною в роті розпинався за Центральну Раду», як «радо вітав петлюрівців, <…> з хлібом і сіллю організував їм зустріч» (із анонімної статті в газеті «В соціалістичний наступ» № 116 (573) від 18.09.1934 року).
27 січня 1938 року Євтихій Гармаш був заарештований, а вже 21–23 березня 1938 року засуджений Особливою трійкою при Управлінні НКВС Полтавської області за статтями 54-10, 54-11 Кримінального Кодексу УРСР до розстрілу з конфіскацією майна. Вирок було виконано 14 квітня 1938 року.
26 червня 1957 року Полтавським обласним судом Євтихій Гармаш був реабілітований.